# Шан (штат)
Шан (бирм. ရှမ်းပြည်နယ, шан. မိုင်းတႆး) — штат (национальный округ) Мьянмы (с административным центром Таунджи), где проживают одноимённая народность шаны. Штат делится на 55 уездов (районов) и Самоуправляемую область Ва (из 55 уездов 6 входит в Ва). Население — 5 315 503 человек. Плотность населения — 34,12 чел./км².
На территории Шана, население которого ведёт многолетнюю борьбу за национальную автономию, существует непризнанное государство Шан. Вооружённая борьба финансируется на средства, получаемые от оптовой продажи высококачественного опиума, производимого из опиумного мака, который составляет основу местного товарного сельского хозяйства. Шаны называют опиум «чёрным лекарством», повсеместно используя его для самолечения.

## История
Шаны доминировали в Бирме с XIII по XVI века как правители государств Ава, Сагаинг и Пинья. Позднее, в XIX веке, они разошлись по разным землям и потеряли единую государственность. Во время английской колонизации Бирмы шаны обладали местным самоуправлением, мелкие феодальные владения управлялись правителями (саофа) под покровительством англичан. В 1922 году многие мелкие государства шанов и государство Ва объединились в Шанскую федерацию.
12 февраля 1947 года по Панглонгскому соглашению государства шанов Качин и Чин получали автономию.
Согласно конституции Мьянмы 1974 года страна была федерацией штатов (национальных округов) и провинций (административных округов). Пришедшая в 1989 году к власти в Мьянме хунта объявила о централизации страны. В конце 1980-х — начале 1990-х годов центральное правительство Мьянмы заключило ряд соглашений о перемирии с представителями шанского повстанческого движения — Северной и Южной армиями Шанского государства, а также Монско-тайской армией (МТА), Объединённой армией Ва и другими. По некоторым сведениям, одним из условий прекращения вооруженного сопротивления властям была негласная договоренность о возможности легализации доходов от наркобизнеса.
В 1994 и 2005 годах по договорённости с наследным шанским принцем Ниянг-Ше (Яунхе) в изгнании Со Хан Па (Сурханпа) шанские старейшины провозглашали независимость Федерации шанских государств.

## Административное деление
Штат состоит из трёх регионов, которые поделены на 11 округов. Округа делятся на 55 районов.

### Регионы
1. Восточный Шан (East Shan State)
2. Северный Шан (North Shan State)
3. Южный Шан (South Shan State)

### Округа
Восточный Шан
1. Чжантун (ကျိုင်းတုံ)
2. Монпхьа (Mong Hpyak)
3. Монсха (Mong Hsat)
4. Тачхилуа (တာချီလိတ်)

Северный Шан
1. Кунлонг (Kunlong)
2. Чхоме (Kyaukme)
3. Лаукайн (လောက်ကိုင်)
4. Лашо (လားရှိုး)
5. Мусхэ (မူစယ်)

Южный Шан
1. Лоилен (Loilen)
2. Таунджи (တောင်ကြီး)

### Районы[4]
Восточный Шан
1. Чжантун (Kengtung)
2. Маман (Matman)
3. Монкхе (Mongkhet)
4. Монпхьа (Monghpyak)
5. Монсха (Monghsat)
6. Монла (Mongla)
7. Монпин (Mongping)
8. Монтон (Mongton)
9. Монйан (Mongyang)
10. Монйон (Mongyawng)
11. Тачхилуа (Tachileik)

Северный Шан
1. Кончжан (Konkyan)
2. Кунлон (Kunlong)
3. Кукай (Kutkai)
4. Чжауме (Kyuakme)
5. Лаукайн (Laukkaing)
6. Лашо (Lashio)
7. Мабеин (Mabein)
8. Мантон (Manton)
9. Монмао (Mongmao)
10. Монми (Mongmit)
11. Монйай (Mongyai)
12. Мусхэ (Muse)
13. Нанпхан (Namphan)
14. Нансхан (Namhsan)
15. Намту (Namtu)
16. Нанкан (Nanhkan)
17. Нончжо (Nawnghkio)
18. Пануаун (Pangwaun)
19. Пансан (Pangsang)
20. Танйан (Tangyan)
21. Хопан (Hopang)
22. Схени (Hseni)
23. Схипо (Hsipaw)

Южный Шан
1. Йуанан (Ywangan)
2. Кало (Kalaw)
3. Чжети (Kyethi)
4. Кунхин (Kunhing)
5. Лайкха (Laihka)
6. Ланкхо (Langkho)
7. Лосо (Lawksawk)
8. Лойлен (Loilen)
9. Момаи (Mawkmai)
10. Монкаун (Mongkaung)
11. Моннай (Mongnai)
12. Монпан (Mongpan)
13. Монсху (Monghsu)
14. Нансан (Nansang)
15. Ньаунсхуэ (Nyaungshwe)
16. Пекон (Pekon)
17. Пиндайа (Pindaya)
18. Пинлаун (Pinlaung)
19. Таунджи (Taunggyi)
20. Хопон (Hopong)
21. Схисхен (Hsihseng)

## Достопримечательности
- Виадук Готейк — самый высокий мост в стране, а на момент открытия (1900 год) также был самым высоким железнодорожным мостом типа Trestle (англ.) в мире[5].

## Экономика
На территории штата добывается серебро, цинк и свинец, крупные шахты расположены возле города Намту, а в самом городе расположены предприятия по переработке руд.. Вблизи города Мёнгхсу добываются рубины.
Штат Шан является частью Золотого треугольника, долгое время являвшегося мировым центром производства опиума. Опиум долгое время был основой теневой экономики штата, но в 2015—2020 годах его производство заметно снизилось. Место опиума занял нелегальный кристаллический метамфетамин, производимый в подпольных лабораториях по всему штату. Метамфетамин и метамфетамин-содержащие производные, такие как таблетки яба производятся и доставляются по всей Юго-восточной Азии, а также в Австралию и США. Расширение производства кристаллического метамфетамина и метамфетамин-содержащих таблеток в 2016—2020 годах связывается с деятельностью кантонского преступного суперсиндиката Sam Gor, также называемого просто The Company.